# Antiohija
Antiohija ob Orontu (/ ˈæntiˌɒk /; starogrško Ἀντιόχεια ὶπὶ Ὀρόντου, Antiókheia hē epì Oróntou; tudi Sirska Antiohija) [opomba 1] je bilo staro grško mesto na vzhodni strani reke Oront. Njene ruševine ležijo blizu modernega mesta Antakya v Turčiji in sodobnemu mestu daje ime.
Antiohijo je konec 4. stoletja pred našim štetjem ustanovil Selevk I. Nikator, eden od generalov Aleksandra Velikega. Geografska, vojaška in gospodarska lokacija mesta je koristila njegovim naseljencem, zlasti značilnosti trgovine z začimbami, Svilna cesta in Kraljevska cesta. Sčasoma je tekmovala z Aleksandrijo kot glavnim mestom Bližnjega vzhoda. Mesto je bilo glavno mesto  Selevkidskega cesarstva do 63. pr. m. št. ko so Rimljani prevzeli nadzor, je postal sedež rimskega guvernerja. Od začetka 4. stoletja je bilo mesto sedež grofa Orienta, vodje deželne uprave šestnajstih pokrajin. To je bilo tudi glavno središče helenističnega judovstva ob koncu drugega tempeljskega obdobja. Antiohija je bila eno izmed najpomembnejših mest v vzhodnem Sredozemlju rimskih ozemelj. Obsegala je skoraj 1100 hektarjev znotraj obzidja, od katerih je bila ena četrtina hribovita, kar je približno ena petina območja Rima znotraj Aurelijevih zidov.
Antiohijo so poimenovali "zibelka krščanstva" zaradi dolgoživosti in osrednje vloge, ki jo je imela pri nastanku helenističnega judovstva in zgodnjega krščanstva. Krščanska Nova zaveza trdi, da se je ime »kristjan« najprej pojavilo v Antiohiji. Bila je ena od štirih mest v sirskem tetrapolisu, njeni prebivalci pa so bili znani kot Antiochenes. Mesto je bilo v Avgustovih časih velemesto četrt milijona ljudi, vendar se je v srednjem veku zmanjšalo na relativno nepomembnost zaradi vojskovanja, ponavljajočih se potresov in spremembe trgovskih poti, ki niso več potekale skozi Antiohijo, mongolskih vpadov in osvajanj.

## Geografija
Antiohija je ležala na levem bregu Oronta (arabsko Nahr al-Asi) približno 30 km od morja in pristaniškega mesta Seleucia Pieria (v srednjem veku Sveti Simeon). Na vzhodu je bilo mesto obdano s štirimi nizkimi gorami, vključno z več kot 500 m visokim Silpiosom, na zahodu pa jo je omejila reka. Skozi mesto teče tudi potok Silpios, ki je pritok Parmeniosa, kjer spreminja smer toka. Mestna obzidja so obdajala le središče mesta na vzhodu, predmestja na ravnici zahodno od Oronta pa so bila nezaščitena. Ostanke obzidja je še vedno mogoče videti na Silfiju.
Antiohija je bila na stičišču različnih trgovskih poti, kar je močno pospešilo vzpon mesta. Cesta, ki je vodila od pristanišča Seleukia Pieria do Antiohije, je prečkala Oronte na mostu. Druga cesta je mesto povezala s Cilicijo na severu.

## Zgodovina

### Prazgodovina
Naselje, ki se je imenovalo Meroe, je bilo pred Antiohijo. Tu je bilo svetišče semitske boginje Anat, ki jo je poimenoval Herodot perzijska Artemida. Ta lokacija je bila vključena v vzhodna predmestja Antiohije. Tam je bila vas na gori Silpius, imenovana Io ali Iopolis. To ime je bilo vedno predstavljeno kot dokaz Antiohenčana (npr. Libanij), ki si je želel, da bi se pridružil atiškim Joncem - vnema, ki jo ponazarjajo atenski tipi, uporabljeni na mestnih kovancih. Io je morda bila majhna zgodnja kolonija trgovcev Grkov (Javan). John Malalas, grški kronist, omenja tudi arhaično vasico Botia v ravnini ob reki. 

### Selevkova ustanovitev
Aleksander Veliki naj bi se utaboril na mestu Antiohije in Zevsu Bottiaeusu posvetil oltar; stal je na severozahodu bodočega mesta. Ta podatek je najden  samo v spisih Libanija, govorca iz 4. stoletja iz Antiohije in lahko predstavlja legendo, ki naj bi povečala Antiohov status. Toda zgodba sama po sebi ni malo verjetna. 
Po Aleksandrovi smrti leta 323 pred našim štetjem so njegovi generali razdelili ozemlje, ki ga je osvojil. Po bitki pri Ipsu leta 301 pr. n. št. je Selevkus I. Nikator osvojil ozemlje Sirije in nadaljeval s štirimi "sestrskimi mesti" v severozahodni Siriji, od katerih je bila Antiohija, mesto poimenovano v čast očeta Antioha ; v skladu s Sudo (bizantinska enciklopedija), bi bilo ime po njegovem sinu  Antiohu I. Sotru . Znano je, da je zgradil šestnajst Antiohij.
Selevk je ustanovil Antiohijo na mestu, izbranem po ritualnih pomenih. Orel, Zevsova ptica, je dobil kos žrtvenega mesa in mesto je bilo ustanovljeno na mestu, kamor je orel nesel daritev. Selevk je to storil 22. dne v mesecu Artemizija v dvanajstem letu svoje vladavine (enakovredno 300. pr. n. št.) . Antiohija se je kmalu dvignila nad Seleucio Pierio in postala sirska prestolnica.

### Helenistično obodobje
ZA prvotno Selevkovo mesto je arhitekt Ksenarij posnemal v tlorisu aleksandrijsko mrežo. Libanij opisuje prvo gradnjo in ureditev tega mesta (str. 300, 17). Citadela je bila na gori Silpius, mesto pa ležalo večinoma na nižjem delu severno od reke. Dve veliki ulici s kolonadami sta bili v centru. Kmalu zatem je Antioh I. postavil drugo četrt, najverjetneje na vzhodu in, ki se je po Strabonovem mnenju, zdel domoroden, v nasprotju z grškim, mestom. Ograjeno je bilo z lastnim obzidjem. .
V reki Oront, severno od mesta, je ležal velik otok in na tem je Selevk II. Kalinik začel tretje obzidano "mesto", ki ga je končal Antioh III. Četrto in zadnjo četrt je dodal Antioh IV. Epifan (175–164 pr. n. št.); od tod je Antiohija bila znana kot tetrapolis. Od zahoda proti vzhodu je bil celoten premer približno 6 kilometrov in malo manj od severa proti jugu. To območje je vključevalo več velikih vrtov.
Novo mesto je bilo naseljeno z mešanico lokalnih naseljencev, ki so jih Atenci pripeljali iz bližnje Antigonije, Makedoncev in Judov (ki so bili od začetka deležni polnega statusa). Skupno število svobodnega prebivalstva Antiohije je ocenjeno na 17.000 do 25.000, brez sužnjev in domačinov. V času poznega helenističnega obdobja in zgodnjega rimskega obdobja je prebivalstvo Antiohije doseglo svoj vrh nad 500.000 prebivalcev (po ocenah je 200.000 do 250.000) in je bilo tretje največje mesto v imperiju po Rimu in Aleksandriji. V drugi polovici 4. stoletja Libanij poda številko 150.000 in Janez Zlatoust, 200.000 (brez otrok in sužnjev). 
Približno 6 kilometrov zahodno in izven predmestja Heraclea je bil raj Dafne, park gozda in vode, sredi katerega se je dvigal velik tempelj pitijskega Apolona, ki ga je tudi zgradil Selevk I. in obogaten s kultnim kipom boga, kot Musagetes, delo Brjaksisa. Dioklecijanovo podzemno svetišče Hekate so zgradili pod zemljo. Lepota in ohlapna moralnost Dafne sta bili praznovani po vsem zahodnem svetu in Antiohija kot celota je v obeh naslovih delila slavo.
Antiohija je postala glavno mesto in mesto sodišča zahodnega imperija Selevkidov pod Antiohom I., njegov ustreznik na vzhodu pa je bil Selevkija ob Tigrisu; toda njen najpomembnejši pomen sega v bitko pri Anciri (240 pr. n. št.), ki je premaknila Selevkidsko težišče iz Male Azije in je posredno vodila do vzpona Pergamona.
Selevkidi so vladali iz Antiohije. O njej malo vemo v helenističnem obdobju, razen Sirije, vse naše informacije prihajajo od avtorjev poznega rimskega časa. Med velikimi grškimi stavbami slišimo samo o gledališču, katerega podstrukture so še vedno na brežini Silpiusa in kraljeve palače, ki je verjetno bila na otoku. Imela je ugled, da je »naseljeno mesto, polno najbolj izobraženih moških in bogato z najbolj liberalnimi študijami« , toda edina razlikovalna imena v teh prizadevanjih v obdobju Selevkidov, ki so prišla do nas, so Apolofanijeva, Stoika in nekega Foebusa, pisatelja o sanjah. Vzdevki, ki so jih podarili kasnejšim kraljem, so bili aramejski in razen Apolona in Dafne se zdi, da so velika božanstva severne Sirije ostala v bistvu domorodna, kot je "perzijska Artemida" iz Meroe in Atargatis iz Hierapolis Bambyce.
Epitet "Zlato" nakazuje, da je bil zunanji videz Antiohije impresiven, toda mesto je potrebovalo nenehno  obnavljanje zaradi potresov, ki jim je bil kraj redno izpostavljen. Prvi veliki potres v zgodovini je bil povezan z domačim kronistom Iōánnēs Malálas. To se je zgodilo leta 148 pr. n. št. in je povzročil ogromno škodo. 
Lokalna politika je bila burna. V številnih razhajanjih Selevkidske hiše je prebivalstvo zavzelo stran in se pogosto dvigalo v uporu, na primer proti Aleksandru Balasu leta 147 pr. n. št. in Demetriju II.. Slednji, ki je pritegnil Jude, je kaznoval prestolnico z ognjem in mečem. V zadnjih bojih Selevkidske hiše se je Antiohija obrnila proti svojim slabotnim vladarjem, povabila Tigrana iz Armenije, da so zasedli mesto 83. pr. n. št., poskušali so z Antiohom XIII. v 65. pr. n. št. in s Sirijo je prešla v Rimsko republiko 64. pr. n. št., vendar je ostala civitas libera.

### Rimsko obdobje
Rimski cesarji so mesto privlačili že od prvega trenutka, saj je bilo zaradi bolj izoliranega položaja Egipta primerna prestolnica za vzhodni del imperija, kot bi lahko bila Aleksandrija. Do neke mere so poskušali narediti vzhodni Rim. Julij Cezar jo je obiskal 47. pr. n. št. in potrdil njegovo svobodo. Velik tempelj Jupitra Kapitolskega se je dvignil na Silpiusom, verjetno ob vztrajanju Oktavijana, zaradi česar ga je mesto sprejelo. Postavljen je bil forum rimskega tipa. Tiberij je na jugu proti Silpiusu zgradil dve dolgi kolonadi.
Agripa in Tiberij sta razširila gledališče, Trajan pa je končal njuno delo. Antonin Pij je z granitom utrdil veliko arterijo od vzhoda proti zahodu. Zgradili so cirkus, druge kolonade in veliko kopel, nove akvadukte, ki so oskrbovali mesto, so nosili imena cesarjev, od katerih so najboljša dela Hadrijanova. Rimljan, kralj Herod (najverjetneje veliki graditelj Herod Veliki), je na vzhodu postavil dolgo stoo in Agripa (ok. 63 pr. n. št. - 12. pr. n. št.) je spodbudil rast novega predmestja južno od te.
Eden od najbolj znanih mestnih dodatkov Antiohije, ki so ga Rimljani izvedli verjetno pod Avgustom, ko je mesto imelo več kot pol milijona prebivalcev, je bil Antiohijski cirkus: bil je to rimski hipodrom. Uporabljen za dirkanje s kočijami, je bil oblikovan po vzoru Circus Maximus v Rimu in drugih podobnih stavbah po vsem imperiju. Circus je morda meril več kot 490 metrov v dolžino in 30 metrov v širino  in je sprejel do 80.000 gledalcev.
Zarmanoheg (Zarmarus), menih iz sramanske tradicije Indije, se je po Strabonu in  Kasiju Dionu srečal s Nikolajem iz Damaska v Antiohiji okoli 13. stoletja kot del Augustove misije.  V Antiohiji je Germanik umrl leta 19 n. št. in njegovo telo je bilo zažgano na forumu.
Za potres, ki je pretresel Antiohijo leta 37, je cesar Kaligula poslal dva senatorja, ki sta poročala o stanju mesta. Naslednji potres je sledil v naslednji vladavini. 
Tit je postavil kerubine, zajete iz judovskega templja, nad ena izmed vrat.
Leta 115, v času Trajanovega obiska, med vojno proti Partom, je bilo celotno območje pretreseno zaradi velikega potresa. Pokrajina se je spremenila, cesar pa je bil prisiljen nekaj dni bivati v cirkusu. On in njegov naslednik sta obnovila mesto, prebivalstvo pa se je zmanjšalo na manj kot 400.000 in številni deli mesta so bili zapuščeni.
Komod je imel v Antiohiji olimpijske igre.
Leta 256 so Perzijci pod Šapurjem I. nenadoma napadli mesto, veliko ljudi je bilo ubitih v gledališču.  Naslednje leto ga je rimski cesar Valerijan ponovno zasedel.

### Krščanstvo
Mesto ima pomembno mesto v zgodovini krščanstva (Ignacij Antiohijski in Antiohijska šola). Iz Antiohije je Nikolaj, eden prvih sedmih diakonov. Po tradiciji se je prva krščanska skupnost zbrala v jami svetega Petra, jamski cerkvi na severovzhodu mesta, okoli Pavla, Barnaba, Petra in bili nato prvi mestni škofje. Tukaj so Jezusovi učenci prvič imenovani »kristjani« (Christianoi).
Med preganjanjem kristjanov cesarja Decija (249-251) je Babil, škof iz Antiohije, utrpel mučeništvo leta 250. Od 4. stoletja so zdaj krščanski cesarji spodbujali cerkve v Antiohiji. Pod Galom so kosti Babila pokopali v Dafneju pri izviru Kastalia, Julianove pa so  pripeljali nazaj v Antiohijo.  Cesarja Konstantin I. Veliki  (306-337) in Konstancij II. (337-361) sta cerkvi Antiohije darovala dragocene liturgične predmete.
Ko je Apolonov tempelj v Dafne leta 362 pogorel, je cesar Julijan obtožil kristjane za požig. Amijan Marcelin (22, 13, 1-3) pa krivi filozofa Asklepiada, ki je med nočnim obiskom s svečo po nesreči zažgal zavese. Julijan, zadnji nekristjan na cesarskem prestolu, je začasno zaprl glavno antiohijsko cerkev in pokopal liturgično opremo. Naročil je tudi obnovo svetišča v Dafneju, kar se ni zgodilo zaradi njegove zgodnje smrti.
Z ustanovitvijo krščanske cerkve je bila Antiohija, ki je bila očitno precej krščanska sredi 4. stoletja, sedež enega od prvotnih treh, kasneje petih cerkvenih patriarhatov, skupaj z Rimom, Konstantinoplom, Aleksandrijo in Jeruzalemom. Tako kot Rim je apostola Petra omenil kot ustanovnega škofa, ki je po katoliški tradiciji šele kasneje odšel v Rim in tam doživel mučeništvo. Danes številne cerkve trdijo, da je ta patriarhat legitimen.

### Pozna antika
V pozni antiki je Antiohija kljub nekaterim hudim potresom ostala eno najpomembnejših mest v (vzhodnem) rimskem imperiju. Perzijski Sasanidi so oropali mesto leta 253 (ali 256) in 260 pod kraljem Šapurjem I., morda s pomočjo prebežnika Mareada. Toda v 4. stoletju je Antiohija zopet cvetela, v njej je živelo na sto tisoče prebivalcev in je bila včasih rezidenca (vzhodnih) rimskih cesarjev. Mestne retorične šole, skupaj s šolami iz Rima, Aten, Aleksandrije in Konstantinopla, so bile med vodilnimi poznega rimskega cesarstva; več pomembnih učiteljev je znanih po imenu, kot so Ulpijan iz Antiohije, Evzebij Arabec, Edesij Retorik in njegov učenec Zenobij Retorik in še posebej slavni Libanij. Iz Antiohije je prišel tudi najpomembnejši poznoantični zgodovinar, Amijan Marcelin (poleg Prokopija iz Cezareje), mlajši sodobnik Libanija; napisal je Res Gestae v latinščini.
Padec metropole se ni začel šele v 6. stoletju. Leta 526 je mesto uničil potres, ki je zahteval smrt do 250.000 ljudi (po Johannesu Malalasu) (številka je verjetno previsoka, vendar kaže na razsežnost katastrofe). Le nekaj let kasneje je prišlo do odločilnega udarca: leta 540 je perzijski sasanidski kralj Kosrau I. napadel rimsko Sirijo in zavzel tudi Antiohijo. Velik del prebivalstva je deportiral v "Chosrauantiochia" v Ktesifonu in uničil mesto, razen nekaj stavb. V času vladavine Justinijana (527-565) se je Antiohija imenovala Theoupolis ('Božje mesto'), bila je obnovljena, vendar je to naselje zajemalo le del nekdanjega kraja. Umetniška produkcija, ki je cvetela do perzijskega napada, je v veliki meri propadla. Po letu 540 je bilo očitno, da ni bilo več mozaikov. Kljub temu je Antiohija ostala pomembna. Leta 613 je v bližini mesta prišlo do velike bitke med Rimljani in Sasanidi, kjer so cesarske čete premagali. Verjetno je leta 638 Antiohija, ki je leta 615 padla pod Perzijce, ponovno postala rimska in so jo leta 630 osvojili Arabci. To je končalo starodavno obdobje mesta.
Za poznejšo zgodovino kraja glej članek Antakya.

## Arheologija
Nekaj sledi nekdanjega velikega rimskega mesta je danes vidno poleg masivnih utrdb, ki se vijejo po gori vzhodno od današnjega mesta, več akvaduktov in jamsko cerkev svetega Petra, ki naj bi bila mesto srečanja zgodnjekrščanske skupnosti . Večina rimskega mesta je zakopana pod globokimi sedimenti reke Oront ali pa je bila zakrita z novejšimi gradnjami.
Med letoma 1932 in 1939 so arheološka izkopavanja v Antiohiji potekala pod vodstvom "Odbora za izkopavanje Antiohije in bližnje okolice", ki so ga sestavljali predstavniki muzeja Louvre, muzeja umetnosti Baltimore, muzeja umetnosti Worcester,  Univerze Princeton, Wellesley College, kasneje (1936) pa tudi umetniškega muzeja Fogg pri univerzi Harvard in podružnici Dumbarton Oaks.
Ekipa ni našla večjih zgradb, za katere so upali, da jih bodo odkrili, vključno s Konstantinovo Domus Aurea, Veliko osmerokotno cerkvijo ali cesarsko palačo. Velik dosežek ekspedicije pa je bilo odkritje visokokakovostnih rimskih mozaikov iz vil in kopeli v Antiohiji, Dafne in Seleucia Pieria.
Glavna izkopavanja mozaikov v Antiohiji, ki jih je vodila univerza Princeton marca 1932, so odkrila skoraj 300 mozaikov. Veliko teh je bilo prvotno prikazano kot talni mozaik v zasebnih domovih med 2. in 6. stoletjem, medtem ko so bili drugi razstavljeni v kopališčih in drugih javnih zgradbah. Večina antiohijskih mozaikov je iz 4. in 5. stoletja, zlate dobe mesta, medtem ko so ostali iz zgodnejših obdobij tudi preživeli.  Mozaiki prikazujejo različne slike, vključno z živalmi, rastlinami in mitološkimi bitji, pa tudi življenje ljudi, ki so živeli na tem območju. Vsak mozaik je omejen z zapletenimi modeli in vsebuje krepke, žive barve. 
En mozaik vključuje mejo, ki prikazuje sprehod od Antiohije do Dafne in številne antične stavbe ob poti. Mozaiki so zdaj prikazani v Arheološkem muzeju Hatay v Antakiji. Zbirka mozaikov, tako na posvetnih kot na svetih temah, ki so bili nekoč v cerkvah, zasebnih domovih in drugih javnih prostorih, zdaj visi v umetniškem muzeju v Princetonu  in v muzejih drugih sponzorskih ustanov.
Kip v Vatikanu in številne figurice in kipci ohranjajo tip velike boginje in simbola Antiohije, Tihe (Fortune) - veličastne sedeče figure, okronane z obzidjem Antiohijskih zidov in ki v desni roki drži žitne klase, z reko Oront kot mladostnika, ki plava pod nogami. Po besedah Williama Robertsona Smitha je bila Tice Antiohtska prvotno mlada devica, ki je bila žrtvovana v času ustanovitve mesta, da bi zagotovila njegovo nadaljnjo blaginjo in srečo.
Severni rob Antakye v zadnjih letih hitro raste in ta gradnja je začela razkrivati velike dele starega mesta, ki so pogosto razrite in redko zaščitene v lokalnem muzeju.
Aprila 2016 so arheologi odkrili grški mozaik z okostjem, ki kaže vinski vrč in štruco kruha ob besedilu, ki se glasi: Bodite veseli, uživajte v svojem življenju, naj bi bil iz 3. stoletja pr. n. št. Opisan kot »nepremišljen skelet« ali »skeletni mozaik«, se je nekoč domnevalo, da je pripadal jedilnici v domu višjega razreda. 